# لوتینزه
لوتینزه (به آلمانی: Lütjensee) یک شهر در آلمان است که در Stormarn واقع شده‌است. لوتینزه ۳٬۲۱۷ نفر جمعیت دارد.